# Zangberg
Zangberg är en kommun och ort i Landkreis Mühldorf am Inn i Regierungsbezirk Oberbayern i förbundslandet Bayern i Tyskland.
Kommunen ingår i kommunalförbundet Oberbergkirchen tillsammans med kommunerna Lohkirchen, Oberbergkirchen och Schönberg.